# Damodaram Sanjivayya

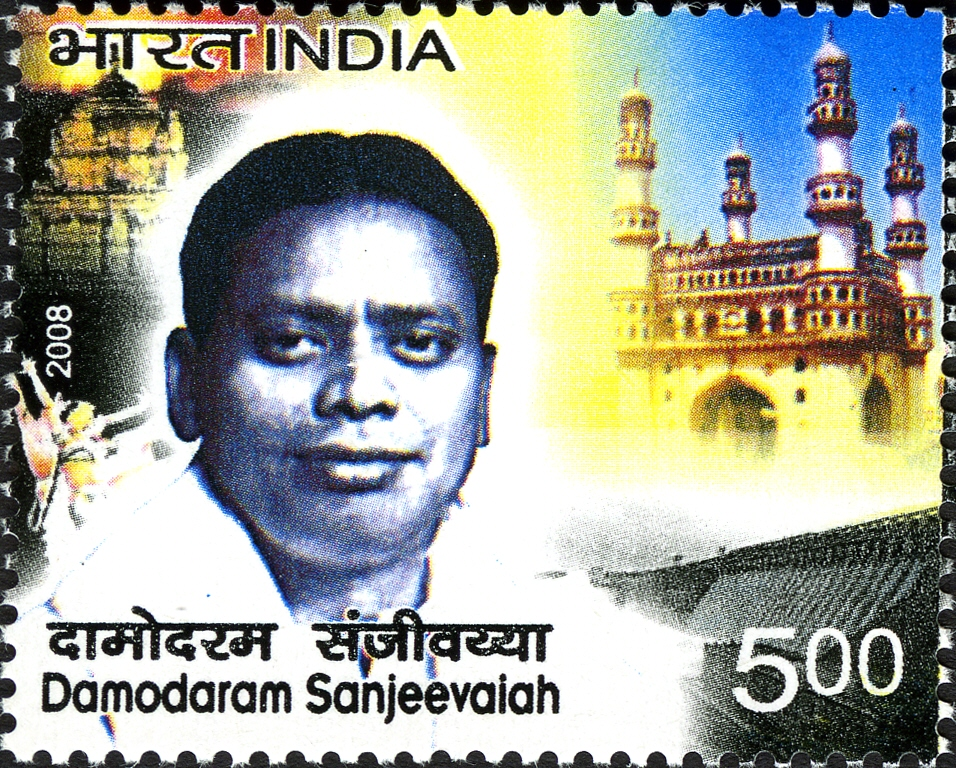
Damodaram Sanjivayya

Damodaram Sanjivayya (Telugu: దామోదరం సంజీవయ్య; * 14. Februar 1921 in Peddapadu, Kallur Mandal, Distrikt Kurnool, Andhra Pradesh, Britisch-Indien; † 8. März 1972) war ein indischer Politiker des Indischen Nationalkongresses (INC), der unter anderem zwischen 1960 und 1962 Chief Minister von Andhra Pradesh sowie Minister in verschiedenen Unionsregierungen war.

## Leben
Damodaram Sanjivayya, Sohn von Damodaram Muneyya, absolvierte nach dem Schulbesuch zunächst ein grundständiges Studium, das er mit einem Bachelor of Arts (B.A.) abschloss. Ein postgraduales Studium der Rechtswissenschaften am Law College der University of Madras beendete er mit einem Bachelor of Laws (LL.B.) und nahm im Anschluss eine Tätigkeit als Rechtsanwalt auf. Er begann seine politische Laufbahn nach der Unabhängigkeit Indiens vom Vereinigten Königreich am 15. August 1947, als er 1950 Mitglied des Provisorischen Parlaments des Bundesstaates Madras wurde. Nachdem er 1952 kurzzeitig Mitglied der Legislativversammlung des Bundesstaates Madras war, wurde er 1953 Mitglied der Legislativversammlung des neu entstandenen Bundesstaates sowie im Anschluss zwischen 1956 und 1964 Mitglied des Legislativversammlung des nunmehrigen Bundesstaates Andhra Pradesh. Er war zudem von 1952 bis 1960 Minister in den Regierungen dieser Bundesstaaten. Am 11. Januar 1960 übernahm er schließlich als Nachfolger von Neelam Sanjiva Reddy schließlich selbst das Amt als Chief Minister von Andhra Pradesh und bekleidete dieses bis zum 11. März 1962, woraufhin Neelam Sanjiva Reddy wiederum sein Nachfolger wurde.
1962 wurde Sanjivayya, ein Nachfahre der indischen Ureinwohner (Adivasi), als erster Dalit Präsident des Präsidiums des INC (All India Congress Committee) und übte dieses Amt bis 1964 aus. Am 3. April 1964 wurde er erstmals Mitglied der Rajya Sabha, des Oberhauses des indischen Parlaments (Bhāratīya saṃsa), und gehörte diesem bis zu seinem Tode am 8. März 1972 an. Kurz darauf wurde er am 9. Juni 1964 im Kabinett von Premierministerin Lal Bahadur Shastri Minister für Arbeit und Beschäftigung	und hatte dieses Amt bis zum 23. Januar 1966 inne. Im darauf folgenden ersten Kabinett von Premierministerin Indira Gandhi übernahm er am 24. Januar 1966 das Amt des Industrieministers, das er bis zum 12. März 1967 bekleidete. Im Rahmen einer neuerlichen Kabinettsumbildung wurde er am 17. Februar 1970 Nachfolger von Jagjivan Ram als Minister für Arbeit und Rehabilitation und hatte dieses bis zum 18. März 1971 inne.
Er war mit Shrimati Krishnaveni Sanjivayya verheiratet. Ihm zu Ehren wurde der Sanjeevaiah Park in Hyderabad sowie die 2008 gegründete Damodaram Sanjivayya National Law University (DSNLU) in Visakhapatnam benannt.

## Veröffentlichung
- Labour problems and industrial development in India, 1970